# 瓦休欽
49°21′13″N 24°28′00″E / 49.35361°N 24.46667°E
瓦休欽（烏克蘭語：Васючин），是烏克蘭西部的村莊，隸屬伊萬諾-弗蘭科夫斯克州的伊萬諾-弗蘭科夫斯克區。該村面積14.4平方公里，2001年人口817，人口密度每平方公里56.9人。